# Cyrtauchenius bicolor
Cyrtauchenius bicolor is een spinnensoort uit de familie Cyrtaucheniidae. De soort komt voor in Algerije.